# 薩索沃
54°21′N 41°55′E / 54.350°N 41.917°E
薩索沃（俄语：Са́сово）是俄羅斯梁贊州東南部的一個城市，位於州府梁贊東南184公里的茨納河畔。2002年人口30,736人。
薩索沃於1642年建立。1926年正式建市。